# Campeonato Africano de Atletismo

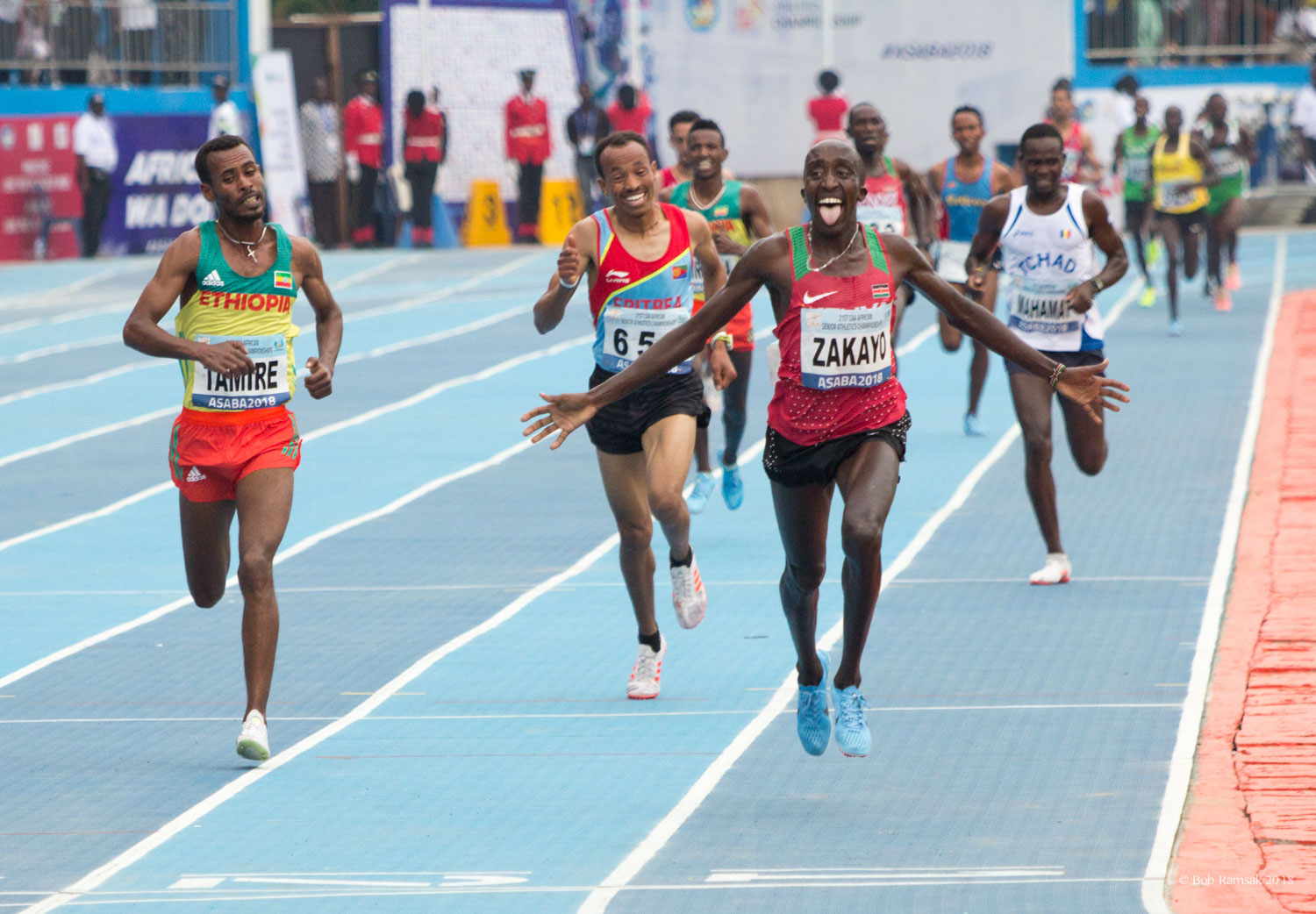
Edward Zakayo, do Quênia, competindo no Campeonato Africano de Atletismo de 2018 em Asaba, Nigéria

Campeonato Africano de Atletismo é uma competição bienal disputada ao ar livre, organizada pela Confederação Africana de Atletismo que designa um campeão de África para cada modalidade principal do atletismo. A primeira edição disputou-se em Dakar, no ano de 1979.

## Edições celebradas
| Ano  | Cidade      | País               | Estádio                          |
| ---- | ----------- | ------------------ | -------------------------------- |
| 1979 | Dakar       | Senegal            | Stade Iba Mar Diop               |
| 1982 | Cairo       | Egito              | Estádio Internacional do Cairo   |
| 1984 | Rabat       | Marrocos           | Complexe Sportif Moulay Abdallah |
| 1985 | Cairo       | Egito              | Estádio Internacional do Cairo   |
| 1988 | Annaba      | Argélia            | Stade 19 Mai 1956                |
| 1989 | Lagos       | Nigéria            | Lagos National Stadium           |
| 1990 | Cairo       | Egito              | Estádio Internacional do Cairo   |
| 1992 | Belle Vue   | Ilhas Maurícias    | Stade Anjalay                    |
| 1993 | Durban      | África do Sul      | Moses Mabhida Stadium            |
| 1996 | Yaoundé     | Camarões           | Stade Ahmadou Ahidjo             |
| 1998 | Dakar       | Senegal            | Stade Léopold Sédar Senghor      |
| 2000 | Argel       | Argélia            | Stade 5 Juillet 1962             |
| 2002 | Radès       | Tunísia            | Stade du 7 novembre              |
| 2004 | Brazzaville | República do Congo | Stade Alphonse Massamba          |
| 2006 | Bambous     | Ilhas Maurícias    | Stade Germain Comarmond          |
| 2008 | Addis Ababa | Etiópia            | Addis Ababa Stadium              |
| 2010 | Nairobi     | Quênia             | Nyayo Stadium                    |
| 2012 | Porto Novo  | Benim              | Stade Charles de Gaulle          |
| 2014 | Marrakech   | Marrocos           | Estádio de Marrakech             |
| 2016 | Durban      | África do Sul      | Kings Park Stadium               |
| 2018 | Asaba       | Nigéria            | Estádio Stephen Keshi            |